# فرماندهی سیستم‌های فضایی
فرماندهی سیستم‌های فضایی (انگلیسی: Space Systems Command) فرماندهی میدانی تحقیق و توسعه، اکتساب، پرتاب فضایی و آماد نظامی نیروی فضایی ایالات متحده آمریکا است. ستاد مرکزی آن در پایگاه نیروی هوایی لس‌آنجلس، کالیفرنیا قرار دارد و میدان‌های پرتاب فضایی ایالات متحده را مدیریت می‌کند.
فرماندهی سامانه‌های نیروی هوایی در سال ۱۹۶۱ به فرماندهی سیستم‌های نیروی هوایی تغییر نام داد. به عنوان بخشی از این سازماندهی مجدد، بخش سیستم‌های فضایی در ۲۰ مارس ۱۹۶۱ تأسیس و در ۱ آوریل ۱۹۶۱ سازماندهی (فعال) شد. در سال ۱۹۶۷، بخش سیستم‌های فضایی به عنوان سازمان سیستم‌های فضایی و موشکی سازماندهی مجدد شد و مأموریت بخش سیستم‌های بالستیک در آن ادغام شد. در سال ۱۹۷۹، سازمان سیستم‌های فضایی و موشکی به بخش فضایی تغییر نام داد و بخش توسعه موشک‌های بالستیک از آن جدا شد. در سال ۱۹۸۹، بخش فضایی به نام تاریخی خود، بخش سیستم‌های فضایی بازگشت و در سال ۱۹۹۰ نقش توسعه موشک‌های بالستیک دوباره به این سازمان واگذار شد.
با ادغام فرماندهی سیستم‌های نیروی هوایی و فرماندهی لجستیک نیروی هوایی در سال ۱۹۹۲، بخش سیستم‌های فضایی به مرکز سیستم‌های فضایی و موشکی تغییر نام داد. در سال ۲۰۰۱، این سازمان به فرماندهی فضایی نیروی هوایی واگذار شد و تا زمان تغییر نام مجدد آن به فرماندهی عملیات فضایی در اکتبر ۲۰۲۰، همچنان به آن وابسته باقی ماند. در ۲۲ آوریل ۲۰۲۱، این واحد از یک واحد نیروی هوایی ایالات متحده به یک واحد نیروی فضایی ایالات متحده تغییر وضعیت داد و از فرماندهی عملیات فضایی به ستاد نیروی فضایی ایالات متحده منتقل شد. در ۱۳ اوت ۲۰۲۱ مرکز سیستم‌های فضایی و موشکی به یک فرماندهی میدانی نیروی فضایی ارتقا یافت و فرماندهی سیستم‌های فضایی نامیده شد.